# Plasmogamia
La plasmogamia è una fase della singamia in cui si ha la fusione dei citoplasmi di due gameti o di due cellule somatiche aploidi. La cellula prodotta dalla plasmogamia è un dikaryon, ovvero è provvista di due nuclei aploidi geneticamente differenti.
Alla plasmogamia segue più o meno immediatamente la cariogamia, con formazione dello zigote, ossia di una cellula con corredo cromosomico diploide. Nella maggior parte degli organismi superiori la plasmogamia e la cariogamia si verificano in successione prima che il dikaryon si moltiplichi, perciò la gamia si identifica in un evento unico che dalla fase aploide porta a quella diploide.
Nella maggior parte dei Funghi, plasmogamia e cariogamia sono eventi separati da una fase dicarionte, nel corso della quale il dikaryon si moltiplica. 